# Will Ryan
William Frank Ryan (ur. 21 maja 1949 w San Francisco, zm. 19 listopada 2021 w Santa Monica) – amerykański aktor głosowy, piosenkarz i muzyk.

## Życiorys
Po dorastaniu w Cleveland Ryan współzałożył zespół Wead latem 1966 roku, grywający w stanie Ohio. Pod koniec lat 70. połączył siły z Philem Baronem jako Willio i Phillio.  Mieli regularne występy w klubach telewizyjnych, radiowych i komediowych oraz na uniwersytetach w całych Stanach Zjednoczonych. Później połączyli się ponownie grając najlepszych przyjaciół Teddy’ego Ruxpina i Grubby’ego Octopede’a w serii książek i kaset Teddy Ruxpin, a także w animowanym serialu telewizyjnym Przygody Misia Ruxpina. Akt Willio i Phillio sprowadził Ryana z powrotem do muzyki, a po przeprowadzce do Kalifornii zaczął pisać i nagrywać piosenki dla The Walt Disney Company Willio i Phillio wykonali „I Wish it Could Be Christmas All Year Long” na świątecznej płycie Disneya głosem podobnym do Micky’ego Dolenza z The Monkees.
Użyczył głosu Królikowi i Tygrysowi oraz Kłapouchemu  w serialu Welcome to Pooh Corner  na kanale Disney Channel oraz w wielu innych kreskówkach  z udziałem disneyowskiego Kubusia Puchatka. Udzielił również głosu psu Barnabie w popularnym serialu Dumbo’s Circus. W 1987 roku Ryan stał się stałym elementem słuchowiska radiowego Adventures in Odyssey jako Eugene Meltsner, Harlow Doyle, David Harley, Patrick O'Ryan i ponad 100 innych postaci. Użyczył potem głosu Królikowi w Kubusiu Puchatku i Dniu Kłapouchego, Digitowi w Amerykańskiej opowieści, Pterusiowi w Pradawnym lądzie i Olbrzymowi Williemu w Opowieści wigilijnej Myszki Miki.
W sierpniu 2002 roku Willio i Phillio wrócili do Cleveland na dwa występy w historycznym Cain Park i kolejny w słynnej Beachland Ballroom. Na pokazie w Cain Park na scenę został zaproszony przyjaciel Alec Nordstrom z Hudson. Szanowany krytyk rockowy z Cleveland i „najstarsza nastolatka świata”, Jane Scott, uczestniczyła i recenzowała występ w Beachland dla Cleveland Plain Dealer.
W 2009 roku pracował nad trzecim sezonem Mickey Mouse Clubhouse, 21. sezonem Adventures in Odyssey oraz nową serią radiową Will Ryan’s Cactus County Round-Up, w której wystąpił jego zespół The Cactus County Cowboys. W ramach projektu pobocznego, z Andrew J. Ledererem i Michaelem Rosenbergiem, Will Ryan krótko wystąpił w muzycznym i komediowym trio stylizowanym na lata 20. XX wieku, The Merry Metronomes. Ryan i Lederer pojawiali się od czasu do czasu jako duet, zwykle pod nazwą The Natty Nabobs. On i Nick Santa Maria występują także od czasu do czasu jako zespół komediowy z epoki wodewilu, Biffle & Shooster, a w 2013 roku nakręcili swój pierwszy film, krótkometrażową komedię stylizowaną na lata 30. XX wieku pt. It’s a Frame-Up!.

## Filmografia

### Film
- 1983: Opowieść wigilijna Myszki Miki –
  - Duch Obecnych Świąt (Olbrzym Willie),
  - Duch Przyszłych Świąt (Pete),
  - Mężczyzna przebrany za św. Mikołaja (Wilk Bardzozły),
  - grabarz #1
- 1985: Frog and Toad Are Friends
- 1986: Amerykańska opowieść – Digit
- 1987: Żaba i ropucha razem – żaba
- 1988: Pradawny ląd – Pteruś
- 1989: Stanley and the Dinosaurs
- 1989: Morris Goes to School –
  - Morris,
  - rybak,
  - cukiernik
- 1989: Mała Syrenka – Konik Morski
- 1991: Powrót króla rock and „rulla” – Stuey
- 1994: Calineczka –
  - Heros,
  - szczur,
  - koza
- 1994: Troll w Nowym Jorku –
  - szef,
  - strażnik
- 1995: Zakochany pingwin –
  - Royal,
  - Tika
- 2003: Looney Tunes: znowu w akcji – Tata Miś
- 2013: Koń by się uśmiał – Pete
- 2013: It’s a Frame-Up! – Sam Shooster
- 2015: The Biffle Murder Case – Sam Shooster
- 2015: Bride of Finklestein – Sam Shooster
- 2015: Schmo Boat – Sam Shooster
- 2015: Imitation of Wife – Sam Shooster

### Radio
- 1987-2000, 2005-2021: Adventures in Odyssey – Eugene Meltsner

### Telewizja
- 1983: Welcome to Pooh Corner –
  - Królik,
  - Tygrysek,
  - Kłapouchy (śpiew)
- 1985: Dumbo’s Circus(inne języki) – Barnaba
- 1985: Wuzzle – różne role
- 1985-1991: Gumisie – 
  - Gad,
  - Zook,
  - ogry,
  - Unwin,
  - różne role
- 1986-1987: Przygody Misia Ruxpina –
  - Grubby,
  - Louie
- 1987: Piłka nożna –
  - Sknerus McKwacz,
  - Bracia Be,
  - Diodak
- 1987: Mother Goose’s Treasury – Gąsior Bertram
- 1987: Kacze opowieści –
  - Pete,
  - Niebezpieczny Dan (odc. 33)
- 1991-1998: Przygody w Odysei – Eugene Meltsner
- 1992: Garfield i przyjaciele – McCraven (odc. 88)
- 1995: Sing Me a Story with Belle – McCraven (odc. 9)
- 2000: Odwaga tchórzliwego psa – Bracia Kaczki (odc. 6)
- 2001-2003: Café Myszka – Olbrzym Willie
- 2004: Hi Hi Puffy AmiYumi
- 2006-2016: Klub przyjaciół Myszki Miki – Olbrzym Willie
- 2010: Głowa rodziny – Kubuś Puchatek (odc. 154)

## Dyskografia
- Eugene Sings!
- Eugene Sings! Christmas
- Am I Cool or What?
- Goin’ Quackers
- Elmo Aardvark: Outer Space Detective!
- Elmo Aardvark: Vintage Cartoon Sound Tracks
- Elmo Aardvark: Classic Cartoon Soundtracks
- Classic Songs for Leonard Reed's Shim Sham Shimmy
- Adventures in Odyssey (Eugene Meltsner/Harlow Doyle)
- Frosty's First Adventure
- Frosty
- Frosty the Snowman